# Николо Тарталя
Николò Фонтана, наречен Тарталя (на италиански: Niccolò Fontana - Tartaglia) е венециански математик. Той публикува множество книги, сред които първите италиански преводи на Архимед и Евклид, както и една популярна математическа компилация. Той е и първият, използвал математически методи за изследване на балистични криви.
Изданието на Тарталя от 1543 на труда на древногръцкия математик Евклид „Елементи“  е първият му превод на съвременен европейски език. Дотогава Евклид е преподаван въз основа на латински преводи от арабски източници, които съдържат съществени грешки, най-значимата от които е в изложението на теорията на пропорциите на Евдокс от Книд. Изданието на Тарталя се основава на латински превод на правилен гръцки текст.
Други негови приноси са метод за решаване на кубични уравнения и формулата на Тарталя за изчисляване на обема на тетраедър по разстоянията между върховете му. Тарталя има приноси и в областта на комбинаториката и на пресмятането на вероятности.
|  | Тази страница частично или изцяло представлява превод на страницата Niccolò Fontana Tartaglia в Уикипедия на английски. Оригиналният текст, както и този превод, са защитени от Лиценза „Криейтив Комънс – Признание – Споделяне на споделеното“, а за съдържание, създадено преди юни 2009 година – от Лиценза за свободна документация на ГНУ. Прегледайте историята на редакциите на оригиналната страница, както и на преводната страница, за да видите списъка на съавторите. ВАЖНО: Този шаблон се отнася единствено до авторските права върху съдържанието на статията. Добавянето му не отменя изискването да се посочват конкретни източници на твърденията, които да бъдат благонадеждни. |